# Viktor Rosdahl
Erik Viktor Rosdahl, född 27 februari 1980 i Helsingborg, är en svensk konstnär.
Viktor Rosdahl växte upp i Elineberg i Helsingborg. Han utbildade sig på Birkagårdens Folkhögskola i Stockholm 1999-2001, på Örebro Konstskola 2001-02 och vid Konsthögskolan i Malmö 2002-07.
Han fick 2009 Maria Bonnier Dahlins stipendium och Ragnar von Holtens stipendium 2014.
| ”                   | Viktor Rosdahls farfar var dräng, hans far var svetsare och hans egen konst inrymmer arbetarklassens existentiella historia. Han låter sig inspireras av politiska 60-talslitografier, historiskt måleri och massmediala bilder. Hans konst väcker moraliska frågeställningar kring arbete, makt och politik och hur enskilda människors livsvägar formas av dessa faktorer. | „ |
| – Catrin Lundqvist, | |   |

## Verk i urval
- Babylon by boat, skulptur, olja och akryl på värmepistolbehandlat plexiglas, 2010,  konstutställningshallen i Bonnierhuset i Stockholm
- Rosdahl finns representerad vid bland annat Moderna museet[2].